# Jens Risgaard Knudsen
Pour les articles homonymes, voir Knudsen.
Jens Risgaard Knudsen, né le 14 avril 1925 à Als (Danemark) et mort le 29 janvier 1997, est un homme politique danois, membre des Sociaux-démocrates et ancien ministre.